# Flujo de neutrones
El flujo de neutrones (también conocido como flujo neutrónico) es una magnitud escalar utilizada en física nuclear y en la física del reactor nuclear. Es la distancia total recorrida por todos los neutrones libres por unidad de tiempo y volumen. De manera equivalente, se puede definir como el número de neutrones que viajan a través de una pequeña esfera de radio {\displaystyle R} en un intervalo de tiempo, dividido por una sección transversal máxima de la esfera (el área de un círculo máximo, {\displaystyle \pi R^{2}}) y por la duración del intervalo de tiempo.: 82-83  Las dimensiones del flujo de neutrones es {\displaystyle {\mathsf {L}}^{-2}{\mathsf {T}}^{-1}} y la unidad de medida habitualmente utilizada es cm−2s−1 (número de neutrones por centímetro cuadrado y por segundo).
La fluencia de neutrones se define como el flujo de neutrones integrado durante un período de tiempo determinado. Entonces, su dimensión es {\displaystyle {\mathsf {L}}^{-2}} y su unidad habitual es cm−2 (por centímetro cuadrado). Un término utilizado antiguamente en lugar de cm−2 era "n.v.t." (neutrones, velocidad, tiempo).

## Flujo de neutrones naturales
El flujo de neutrones en las estrellas de la rama asintótica gigante y en las supernovas es responsable de que la mayor parte de la nucleosíntesis natural produzca elementos más pesados que el hierro. En las estrellas se genera un flujo de neutrones relativamente bajo, del orden de 105 a 1011 cm−2s−1, lo que resulta en la nucleosíntesis mediante el proceso s (proceso lento de captura de neutrones). Por el contrario, después del colapso del núcleo de una supernova, se produce un flujo de neutrones extremadamente alto, del orden de 1032 cm−2s−1, lo que se traduce en la nucleosíntesis mediante el proceso R (proceso rápido de captura de neutrones).
El flujo de neutrones atmosféricos de la Tierra, aparentemente procedente de tormentas eléctricas, puede alcanzar niveles de 3·10−2 a 9·10+1 cm−2s−1. Sin embargo, resultados recientes (considerados inválidos por los investigadores originales) obtenidos con detectores de neutrones de centelleo sin blindaje, muestran una disminución en el flujo de neutrones durante las tormentas. Investigaciones recientes parecen respaldar que los rayos generan entre 1013 y 1015 de neutrones por descarga a través de procesos fotonucleares.

## Flujo de neutrones artificiales
El flujo de neutrones artificial es creado por los seres humanos, ya sea como subproducto de armas, en la producción de energía nuclear o para una aplicación específica, como en un reactor de investigación o en un proceso de espalación. A menudo se utiliza un flujo de neutrones para iniciar la fisión de núcleos de gran tamaño inestables. Los neutrones adicionales pueden hacer que el núcleo se vuelva inestable, provocando que se desintegre (divida) para formar productos más estables. Este efecto es esencial en los reactores y en las armas nucleares.
Dentro de un reactor de fisión nuclear, el flujo de neutrones es la principal cantidad medida para controlar la reacción interna. La forma del flujo es el término que se aplica a la densidad o fuerza relativa del flujo a medida que se mueve alrededor del reactor. Normalmente, el flujo de neutrones más fuerte se produce en el centro del núcleo del reactor y disminuye hacia los bordes. Cuanto mayor sea el flujo de neutrones, mayor será la posibilidad de que se produzca una reacción nuclear, ya que hay más neutrones atravesando un área por unidad de tiempo.

### Fluencia de neutrones de la pared del recipiente del reactor
Un recipiente del reactor de una central nuclear típica (PWR) soporta en 40 años (32 años de reactor completo) de funcionamiento aproximadamente 6,5×1019 cm−2 (E > 1 MeV) de fluencia de neutrones. El flujo de neutrones hace que las vasijas del reactor sufran fragilización por neutrones.